# دائرة الصمام الثنائي الباعث للضوء

مثال: الصمام الثنائي الباعث للضوء (مخطط الرسم البياني)

في الإلكترونيات،  دائرة الصمام الثنائي الباعث أو موصل الصمام الثنائي الباعث هوالدائرة الكهربائية تستخدم الطاقة التي ينبعث منها ضوء الصمام الثنائي (LED). الدائرة يجب أن توفرتيار كافي لاضاءة الصمام الثنائي الباعث للضوء LED في السطوع المطلوب، ولكن يجب الحد من التيار لمنع الإضراربالصمام الثنائي الباعث للضوء LED. إن انخفاض الجهد عبر الصمام الثنائي الباعث للضوء تقريبا ثابت على مجموعة واسعة من تشغيل التيار؛ وبالتالي زيادة صغيرة في الجهد المطبق يزيد بشكل كبير من التيار. نسبة بسيطة جداً تستحدم الداوائر الطاقة منخفضة لمؤشر المصابيح. أكثر تعقيدا، مصدر دوائر التيار مطلوب عند توصيل ضغط عالي الصمام الثنائي الباعث LEDs للإضاءة لتحقق قواعد التيار الصحيحه. 

## أساسيات الدائرة
أبسط دائرة لتوصيل الصمام الثنائي الباعث LED يتكون من مصدر الجهد وعنصرين في سلسلة متصلة: حد التيار المقاوم، في بعض الأحيان يسمى مقاومات الصابورة، الصمام الثنائي الباعث LED. اختياريا،  قد يتم إدخال مفتاح لفتح وإغلاق الدائرة. على الرغم من أن هذه الدائرة بسيطة، الا أنها ليست الدائرة كفاءة في استخدام الطاقة لتوصيل الصمام الثنائي الباعث حيث يتم فقدان الطاقة في المقاوم. تعمل الدوائر الأكثر تعقيداً على تحسين كفاءة الطاقة. 
الصمام الثنائي الباعث لديه انخفاض الجهد المحدد في تشغيل التيار المقصود. قانون أوم وكيرشوف قوانين الدائرة تستخدم لحساب قيمة المقاوم المناسبة للحصول على التيار المطلوب. القيمة التي يتم حسابها عن طريق طرح انخفاض جهد الصمام الثنائي الباعث من جهد العرض والقسمة على تيار التشغيل المطلوب. إذا امدادات التيار الكهربائي يساوي الصمام الثنائي الباعث LED انخفاض الجهد، وليس هناك حاجه للمقاوم.
تستخدم أساسيات هذه الدائرة  في مجموعة واسعة من التطبيقات، بما في ذلك العديد من الأجهزة الاستهلاكية مثل الشواحن والهاتف المحمول.

## اعتبارات مصدر الطاقة
الجهد مقابل خصائص التيار الصمام الثنائي الباعث تشبه أي صمام ثنائي. التيار هو تقريبا وظيفة الأسي من الجهد وفقا لمعادلة شوكليلصمام الثنائي الباعث  والجهد الصغير المتغير قد يؤدي إلى تغيير كبير في التيار. إذا كان الجهد أقل من أو يساوي عتبة يمنع تدفقات التيار والنتيجة توصل إلى الصمام الثنائي الباعث  LED. إذا كان الجهد جدا مرتفع التيار يتجاوز أقصى تقدير، لارتفاع درجة الحرارة ويحتمل أن يدمر الصمام الثنائ الباعث LED.
 ارتفاع درجة حرارة الصمام الثنائي الباعث، يقلل من انخفاض الجهد (يقلل من فجوة الطاقة). هذا يمكن أن يشجع التيار إلى الزيادة.
ولذلك فمن المهم أن مصدر الطاقة يوفر مناسبة الحالي. المصابيح يجب فقط أن تكون متصلا ثابت المصادر الحالية. سلسلة المقاومات هي وسيلة بسيطة بشكل سلبي على استقرار LED الحالية. نشط تيار مستمر منظم يستخدم عادة عالية الطاقة المصابيح، تحقيق الاستقرار ناتج الضوء على مجموعة واسعة من مدخل جهد فلطي الذي قد يؤدي إلى زيادة العمر الإنتاجي من البطاريات. انخفاض التسرب (ينخفض) الحالي المستمر المنظمين أيضا تسمح مجموع LED التيار الكهربائي إلى أعلى جزء من الجهد إمدادات الطاقة. تبديل وضع امدادات الطاقة تستخدم في بعض مشاعل الصمام المنزلية مصابيح LED.

## سلسلة المقاوم
سلسلة المقاومات هي طريقة بسيطة لتثبيت الصمام الحالي، ولكن الطاقة يضيع في المقاوم.
عادةً ما يتم توجيه مؤشرات LED المصغرة من DC ذات الجهد المنخفض عبر المقاوم المحدود الحالي. تيارات من 2 مللي أمبير، 10 مللي أمبير و 20 مللي أمبير شائعة. يمكن إجراء المؤشرات الفرعية mA من خلال زيادة مؤشرات LED ultrabright في تيار منخفض جدًا. تميل الكفاءة إلى الانخفاض عند مستويات منخفضة، ولكن المؤشرات التي تعمل على 100 ميكرومتر ما زالت عملية.[بحاجة لمصدر]
في مصابيح LED التي تعمل بالبطارية والتي تعمل بالبطارية من نوع كوين، فإن مقاومة الخلية نفسها عادة ما تكون الجهاز المحدد الحالي الوحيد. ولذلك الحلية لا ينبغي استبدالها مع مقاومة أقل نوع.
يمكن شراء المصابيح بمقاومات متسلسلة مدمجة. هذه يمكن أن توفر مساحة لوحة الدوائر المطبوعة وتكون مفيدة بشكل خاص عند بناء النماذج أو ملء ثنائي الفينيل متعدد الكلور بطريقة غير مقصود مصمميها. ومع ذلك، يتم تعيين قيمة المقاوم في وقت التصنيع، وإزالة واحدة من الطرق الرئيسية لتعيين كثافة LED.

### سلسلة حساب المقاوم
الصيغة لحساب المقاومة الصحيحة للاستخدام
{\displaystyle }
حيث Vs هو الجهد إمدادات الطاقة، على سبيل المثال بطارية 9 فولت; Vو هو LED الجهد إلى الأمام (كما يشار إلى «انخفاض الجهد») عبر الصمام؛ I هو المطلوب الحالية LED. يتم الحصول على كل من Vf والقيمة القصوى الموصى بها من I من مواصفات الشركة المصنعة لـ LED.تتطلب الصيغة المذكورة أعلاه الحالي في الأمبير، على الرغم من أن هذا عادة ما يتم من قبل الشركة المصنعة في milliamperes ، مثل 20 مللي أمبير. تعمل العديد من الدوائر LEDs في أقل من الحد الأقصى الموصى به الحالي، لتوفير الطاقة، للسماح باستخدام قيمة المقاوم القياسية، أو لتقليل السطوع.
عادة، فإن الجهد إلى الأمام من الصمام هو ما بين 1.8 و 3.3 فولت. الأمر يختلف حسب لون LED. عادةً ما يسقط الصمام الأحمر 1.8 فولت، ولكن عادةً ما يرتفع انخفاض الجهد كلما زاد تردد الضوء، لذلك قد ينخفض الضوء الأزرق من 3 إلى 3.3 فولت.
الصيغة هي تطبيق لقانون أوم الذي يتم فيه تعويض جهد الإمداد بانخفاض الجهد عبر الصمام الثنائي، والذي يختلف قليلاً عن مدى التيارات المفيدة.

## صفائف LED
وترتبط عادة سلاسل من المصابيح المتعددة في سلسلة. في أحد التكوينات، يجب أن يكون مصدر الجهد أكبر من أو يساوي مجموع الفولتية LED الفردية؛ عادة ما تضيف الفولتية LED حوالي ثلثي جهد الإمداد. يمكن استخدام مقاوم أحادي التيار لكل سلسلة.
العملية الموازية ممكن أيضا ولكن يمكن أن تكون أكثر إشكالية. يجب أن تكون مصابيح LED المتوازية متوافقة مع الفولتية الأمامية (Vf) من أجل الحصول على تيارات فرعية مماثلة، وبالتالي، ناتج ضوئي مماثل. مكن أن تجعل التغييرات في عملية التصنيع من الصعب الحصول على عملية مرضية عند توصيل بعض أنواع LED في نفس الوقت.

LED orientation

## عرض الصمام الثنائي
غالباً ما يتم ترتيب مصابيح LED بطرق بحيث يمكن تشغيل وإيقاف كل LED (أو كل سلسلة من مصابيح LED) بشكل فردي. 
محرك الأقراص المباشر هو أسلوب أبسط إلى الفهم - يستخدم العديد من الدارات المستقلة أحادية LED (أو سلسلة واحدة). على سبيل المثال، يمكن للشخص تصميم ساعة رقمية بحيث عندما تقوم الساعة بعرض "12:34" على شاشة من سبع شرائح، فإن الساعة تعمل على تشغيل الشرائح المناسبة مباشرة وتركها حتى يتم عرض شيء آخر.
ومع ذلك، يتم استخدام تقنيات العرضمتعددة الإرسال ‏ أكثر من محرك الأقراص المباشر، نظرًا لتوفر تكاليف أقل على الأجهزة. على سبيل المثال، معظم الأشخاص الذين يصممون الساعات الرقمية يصممونها بحيث عندما تعرض الساعة "12:34" على شاشة من سبع شرائح، في أي لحظة واحدة، يتم تشغيل الساعة على الأجزاء المناسبة من أحد الأرقام - جميع الأرقام الأخرى مظلمة.
يقوم بمسح الأرقام بسرعة بما فيه الكفاية بحيث يعطي الوهم أنه يعرض «باستمرار» "12:34" لمدة دقيقة كاملة.
ومع ذلك، فإن كل جزء «قيد التشغيل» يتم تشغيله بسرعة وإيقافه عدة مرات في الثانية.
هذه الشاشات المتعددة الإرسال لها صافي تكاليف أجهزة أقل، ولكن العملية النبضية الناتجة تجعل الشاشة أكثر قتامة من توجيه مصابيح LED نفسها بشكل مستقل.
امتدادا لهذه التقنية هو Charlieplexing حيث قدرة بعض المتحكمات الدقيقة على ربط دبابيس الإخراج الخاصة بها بثلاث مرات تعني إمكانية تشغيل عدد أكبر من LED ، بدون استخدام المزالج. بالنسبة إلى دبابيس N ، يمكن تشغيل مصابيح LED n2-n

## قطبية
على عكس المصابيح المتوهجة، التي تضيء بغض النظر عن القطبية الكهربائية، LEDs سوف تضيء المصابيح فقط مع قطبية كهربائية صحيحة. عندما يكون الجهد الكهربي عبر مفترق p-n في الاتجاه الصحيح، فإن تدفقات تيار كبيرة والجهاز يقال إنه متحيز للأمام. و الجهد هو من قطبية خاطئة، ويقال إن الجهاز يكون متحيزا عكسيا، وتدفق الحالي القليل جدا، ولا ينبعث أي ضوء.
يمكن تشغيل مصابيح LED على جهد التيار المتناوب، ولكنها سوف تضيء فقط بجهد موجب، مما يؤدي إلى تشغيل وإيقاف LED عند تردد تزويد التيار المتردد.
تحتوي معظم مصابيح LED على تصنيفات منخفضة لانهيار التيار العكسي، لذلك سوف تتضرر أيضًا من خلال جهد عكسي مطبق فوق هذه العتبة. سبب الضرر هو التيار الزائد الناتج عن انهيار الصمام الثنائي، وليس الجهد نفسه.
يمكن حماية مصابيح LED التي يتم تشغيلها مباشرة من مصدر تيار متردد أكثر من جهد الانهيار العكسي عن طريق وضع صمام ثنائي (أو LED آخر) في موازاة معكوس ‏.
 ستقوم الشركة المصنعة عادةً بتقديم المشورة حول كيفية تحديد قطبية مؤشر LED في ورقة بيانات المنتج.

## تشغيل LED نابض
تعمل العديد من أنظمة LED على تشغيل وإيقاف، من خلال تطبيق الطاقة بشكل دوري أو بشكل متقطع. طالما أن معدل الوميض أكبر من عتبة انصهار وميض ‏ الإنسان، و LED ثابت بالنسبة للعين، سيظهر LED مضاءًا بشكل مستمر. يُعرف اختلاف نسبة تشغيل / إيقاف النبضات بتشكيل عرض النبضة. في بعض الحالات، تكون برامج التشغيل المستندة إلى PWM أكثر كفاءة من محركات الجهد الثابتة أو الحالية.
تحدد معظم أوراق بيانات LED حد تيار DC أقصى آمن للتشغيل المستمر. في كثير من الأحيان يحددون بعض تيار النبض الأقصى الأعلى وهو آمن للنبضات القصيرة، طالما أن وحدة التحكم LED تحافظ على النبضة قصيرة بما فيه الكفاية، ثم تقوم بإيقاف تشغيل الطاقة إلى LED لفترة كافية لتضيء LED.

## الصمام ومستشعر الضوء
بالإضافة إلى الانبعاثات، يمكن استخدام LED كشريط ضوئي في الكشف عن الضوء. يمكن استخدام قدرته في مجموعة متنوعة من التطبيقات بما في ذلك اكتشاف الإضاءة المحيطة ‏ والاتصالات ثنائية الاتجاه.
كضوء ضوئي، يكون LED حساسًا لأطوال موجية مساوية أو أقصر من طول الموجة السائد الذي يصدره. على سبيل المثال، يكون LED الأخضر حساسًا للضوء الأزرق وإلى بعض الضوء الأخضر، ولكن ليس للضوء الأصفر أو الأحمر.
يمكن إضافة هذا التنفيذ لمصابيح LED إلى التصاميم مع تعديلات طفيفة فقط في الدوائر. يمكن مضاعفة LED في مثل هذه الدائرة، بحيث يمكن استخدامه لكل من انبعاث الضوء والاستشعار في أوقات مختلفة.